# Szent Matoész
Szent Matoész  (4. század) szentként tisztelt ókeresztény egyiptomi remete, az úgynevezett sivatagi atyák egyike.
Törpe Szent János kortársa volt. Egy ideig a Sínai-félszigeten fekvő Raithuban lakott, majd Magdoloszba tett útja során pappá szentelték, de alázatosságból sohasem végezte el a liturgiákat. Lehetséges, hogy azonos a személye Motiosz atyával.

## Lásd még
- Ortodox szentek listája
- Sivatagi atyák